# Cemenelum
Cemenelum war eine antike ligurisch-römische Siedlung und zeitweise die Hauptstadt der römischen Provinz Alpes Maritimae. Heute zeugt davon ein bedeutender archäologischer Fundort im Bezirk Cimiez in der französischen Stadt Nizza.

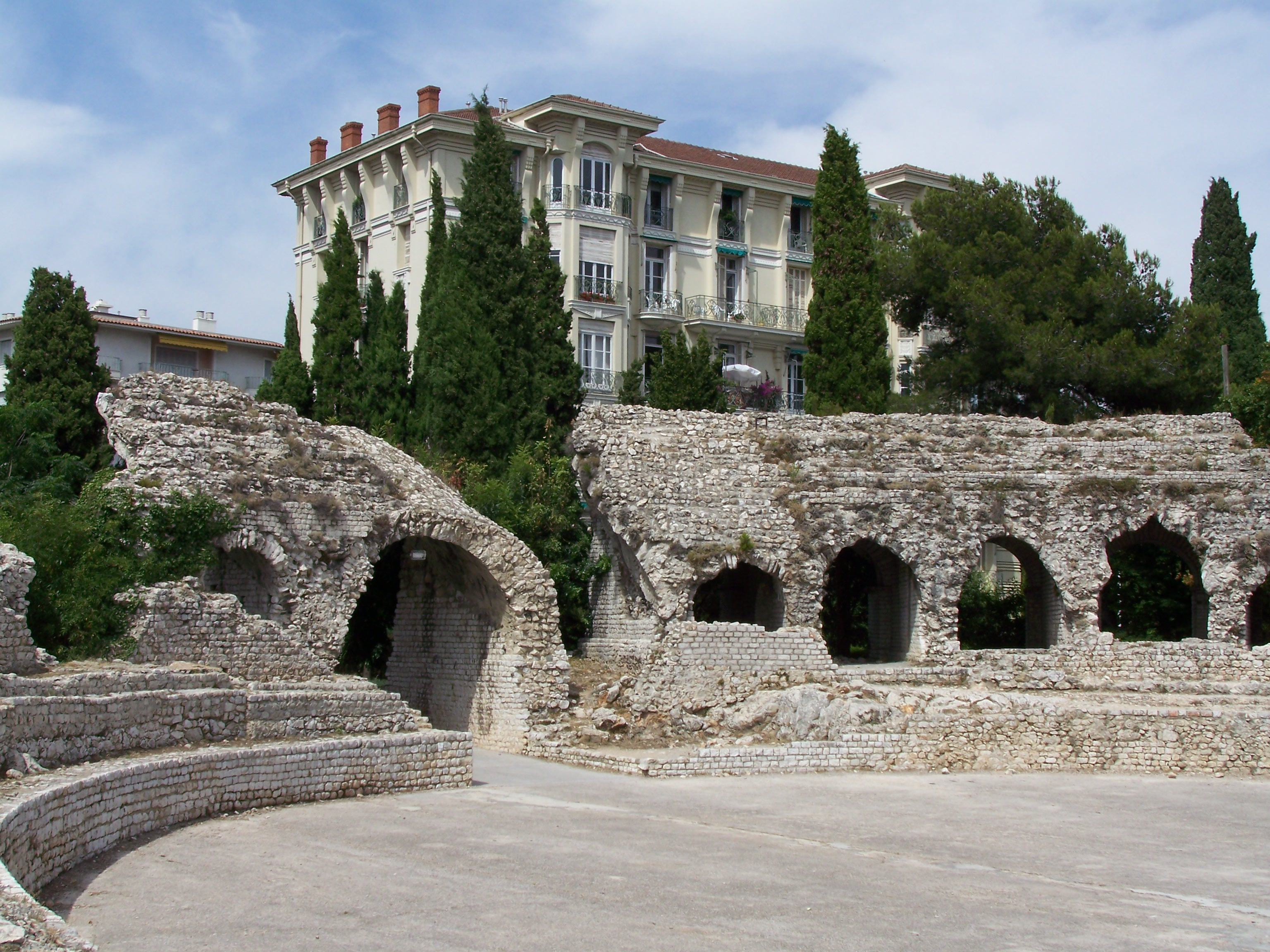
Römisches Amphitheater von Cemenelum

## Geschichte
Nach der Eroberung der Provence um 120 vor Christus errichteten die Römer in der Nähe der griechischen Siedlung Nikaïa, die am Ufer des Mittelmeers lag, und eines Oppidums des ligurischen Stammes der Vedianter eine neue militärische Siedlung, aus der sich die Stadt Cemenelum entwickelte. Diese Ortschaft ist auf der Tabula Peutingeriana als Station an der römischen Straße Via Julia Augusta erwähnt.
Die Stadt erhielt mit der Zeit ein Amphitheater und drei große Badehäuser (Thermen). Man schätzt ihre Einwohnerzahl auf rund 10.000 Personen, von denen sich viele in Berufsgruppen zusammengeschlossen hatten. Inschriftlich sind verschiedene städtische Funktionen überliefert, so die flamines und die seviri augustales. Die in Cemenelum stationierte militärische Einheit könnte evtl. der bei Tacitus erwähnten Cohors Ligurum entsprechen.
Als auch die weiter nördlich gelegenen gallischen Alpentäler von den Römern erobert wurden, verlor Cemenelum im Jahr 364 den Status der Provinzhauptstadt und wurde in dieser Funktion von Eburodunum (Embrun) abgelöst. Archäologische Befunde weisen darauf hin, dass die antike Stadt nach dem Ende des Weströmischen Reiches teilweise noch bis mindestens im 8. Jahrhundert bewohnt war.
Heute liegen die im Boden erhaltenen Überreste von Cemenelum zum größten Teil unter jüngeren Wohnquartieren der Stadt Nizza. Weitläufige Ruinenflächen, eine gepflästerte antike Stadtstraße und eine frühchristliche Taufanlage sind beim Musée Archéologique de Nice-Cimiez konserviert und in einem Freilichtgelände zu besichtigen. Im Museum selbst sind die archäologischen Funde aus der Römerstadt ausgestellt, darunter eine Statuette der Antonia der Älteren, der Schwester des Augustus, und der inschriftlich identifizierte Sockel eines Standbilds der Salonina, der Ehefrau des Kaisers Gallienus.